# Elsa Paredes de Salazar
Elsa Paredes de Salazar (20 tháng 12 năm 1918 – 13 tháng 12 năm 2013) là một nhà nghiên cứu và nhà báo nhiều lĩnh vực, người quảng bá cho các tổ chức phụ nữ và nhà sưu tập búp bê người Bolivia.

## Tiểu sử

### Những năm đầu
Elsa Paredes được sinh ra ở La Paz vào ngày 20 tháng 12 năm 1918. Cha cô là nhà văn Rigoberto Paredes Iturri và mẹ cô là Haydée Candia Torrico. Anh chị em của cô là Orestes, Mercedes và Antonio Paredes Candia và Rigoberto Paredes Candia nổi tiếng. Cùng với gia đình, Elsa trải qua tuổi thơ ở khu vực phía bắc thành phố La Paz, chính xác hơn là trong một ngôi nhà ở Calle Sucre và Junín, nơi cha mẹ cô truyền lại cho trẻ em niềm đam mê nghệ thuật và văn hóa.
Cô theo học trường tiểu học Juana Azurduy de Padilla, trường trung học Liceo de Señoritas Venezuela và trường đại học quốc gia Ayacucho. Cô được nhận vào Đại học San Andrés và tốt nghiệp với danh hiệu bác sĩ phẫu thuật nha khoa. Cô cũng học luật, chính trị, báo chí, khoa học thư viện và thiết kế thủ công.

### Sự nghiệp
Paredes là chủ tịch đầu tiên của Hội Phụ nữ Đại học (Unión Femenina Universitaria; UFU), được thành lập vào ngày 14 tháng 9 năm 1938, cùng năm đó, bà được bầu làm chủ tịch Trung tâm Nha khoa Sinh viên La Paz. Đó là lần đầu tiên một phụ nữ giữ vị trí này. Cô cũng là đại biểu của Khoa Nha khoa cho Liên đoàn Đại học Địa phương (Federación Universitaria Local; FUL). Vào ngày 3 tháng 8 năm 1942, cô thành lập cùng với những người khác, Hiệp hội Phụ nữ Đại học La Paz, nơi cô là thành viên của nha khoa. Từ năm 1958 đến 1959, cô là chủ tịch của hiệp hội này và quản lý các hội nghị có sự tham gia của các chuyên gia nữ.
Paredes là phó chủ tịch đầu tiên của Ủy ban Báo chí Pro-School, được thành lập vào ngày 2 tháng 9 năm 1957. Cô là một thành viên, phó chủ tịch (1958), và chủ tịch (1962 và 1963) của Ủy ban phụ nữ của Câu lạc bộ Lions của La Paz. Năm 1958, bà thành lập và là chủ tịch đầu tiên của Liên đoàn các tổ chức phụ nữ quốc gia (Confederación de Nacional de Instituciones Femeninas; CONIF). Cô là thành viên hội đồng quản trị của Trung tâm văn hóa phụ nữ Tây Ban Nha (1959), đồng thời là thành viên, phó chủ tịch (1959), và chủ tịch (1960) của Hội nghị phụ nữ Saint Vincent de Paul. Cô đã ở trong hội đồng quản trị của Bàn tròn Pan American (1959) và Hiệp hội các bà mẹ quốc gia (1960).